# Zvezdne steze: Film
Zvezdne steze: Film (izvirno angleško Star Trek: The Motion Picture) je prvi film iz serije Zvezdne steze, posnet leta 1979.

## Vsebina
Prvi film legendarne serije Zvezdnih stez govori o preteči grožnji iztrebljenja vsega življenja na zemlji zaradi objekta velikih razsežnosti in izjemne energije, ki se bliža Zemlji. Glavni vlogi pripadata Williamu Shatnerju (tokrat že admiral Kirk) in Leonardu Nimoyu (legendarni Spock z ošiljenimi ušesi, napol človek, napol Vulkanec, brez smisla za humor in obdarjen z zakrknjeno logiko brez kakršnihkoli primesi čustev).
Ker se izkaže, da ima objekt veliko uničevalno moč (mimogrede izniči tri klingonske »ptice ujede«) pošljejo proti njemu plovilo, ki je edino trenutno na voljo – Enterprise. Enterprise se izogne uničenju, ko Spock uspe navezati stik s sondo. Vlečni žarek plovilo potegne v notranjost. Tam si posadka ogleda spektakularno predstavo svetlobnih učinkov, ki dajo plovilu Enterprise vtis majhnosti. Spock uspe z vodenim skafandrom priti v samo osrčje objekta in izkaže se, da se v njegovi notranjosti nahaja pomanjšani model predela vesolja, v katerem je Zemlja. Ko plovilo prispe do Zemlje, jo zatemni in začne oddajati signale v Morsejevi kodi in tako čaka, da bi dobila potrditev od ustvarjalca sonde Viža (Vga). Ker odgovora ni, grozi Zemlji iztrebljenje vsega življenja na Zemlji. 
K sreči na koncu posadki uspe razrešiti uganko. Vidža je pravzaprav ena izmed sond Voyager (6.), ki jo je potegnilo v črno luknjo in jo izvrglo v bližino planeta, ki je naseljen z inteligentimi stroji. Ti so hoteli raziskati izvor tega plovila, saj so »menili«, da bi lahko našli odgovor na to, od kod izvirajo. Ustvarijo ta objekt in ga pošljejo na Zemljo. V sami igralski zasedbi velja omeniti še Datanerko (»Podatkovko«), ki jo objekt nadomesti s hidravlično različico mininaturalizirane tehnologije. Zaradi prejšnjih vezi s podkomandantom, se ta zaradi ljubezni na koncu združi in Enterprise je priča rojstvu povsem nove vrste mislečih živih umetnih in morda celo čutečih bitij, Zemlja pa je rešena.

## Glavni koncept
V filmu  igra glavno vlogo torej tudi koncept odgovora na večna vprašanja, ki mučijo tako filozofe, kot znanstvenike, in se glasi: »Kdo smo, od kod smo prišli in kam gremo!«

## Obrobne teme:
(1.) potovanje po vesolju s hitrostjo, večjo od svetlobne
(2.) kako zgleda notranjost črvine (ozkega tunela do drugih, zelo oddaljenih predelov vesolja)
(3.) odraža se vpliv hladne vojne (zanimivo je primerjati Klingonce z Rusi, in člane Federacije z Američani ali vsaj z razvitim Zahodnih svetom)
(4.) hipotetični obstoj planeta, na katerem prevladujejo mehanska, hidravlična bitja, roboti ...
(5.) samožrtvovanje iz ljubezni ...